# Széles Lajos (feltaláló)

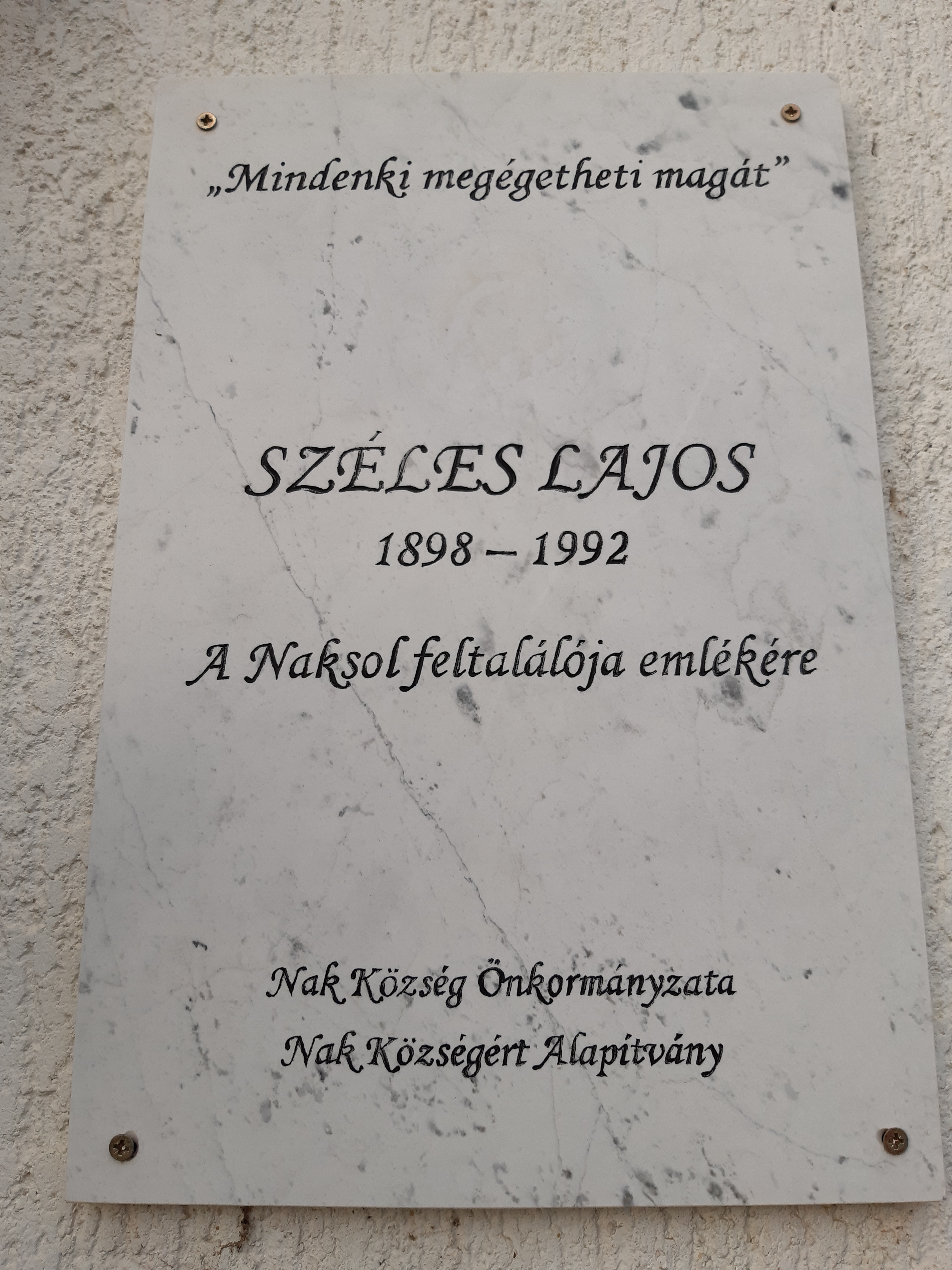
Emléktáblája Nakon

Széles Lajos (Nak, 1898. augusztus 3. – Dombóvár, 1992. január 18.) borbély, feltaláló.

## Élete
Széles Lajos, a gyógyító borbély-ként ismert feltaláló a Tolna vármegyei Nak községben, a gyógyító rózsák településén született, paraszt családban, két fiú testvére után. Első világháborús veterán, bátyja helyett vonult be 17 évesen katonának. A háború után nem tetszett neki a paraszti élet, ezért elvándorolt.
Első munkahelye a leszerelését követően a Budapesti Helyőrségi Kórházban volt, majd Dombóvárra került, ahol fodrászként dolgozott. 1923-ban feleségül vette Kovács Teréziát.
A nagy háború utáni kilátástalanság miatt, feleségével együtt Dél-Amerikába emigrált. 1929-ben Uruguayban telepedett le, ott egy borbélyüzletet nyitott. A borbélyüzletben volt egy kis laborhelysége, ahol kezdetben gyógynövényekből krémeket és parfümöket készített. Alapító tagja volt az Uruguayi Borbélyok Szakszervezetének, annak elnöki posztját is ellátta.  A latin-amerikai országban sok befolyásos barátra és vagyonra tett szert.
Két barátja 1957-ben egy balesetben súlyos égési sérüléseket szenvedett, ez gyökeresen megváltoztatta addigi életét. Mindenáron segíteni szeretett volna szerencsétlenül járt barátain. A sérült barátok sebeit gyógyító szer összeállításába kezdett. A gyógyszer receptje 1962-re el is készült „Anti-quema” (égés ellen) néven.
A honvágy 1964-ben arra késztette, hogy visszatérjen szülőfalujába, Nakra. A környéken csak furcsa amerikás-nak hívták, aki égési sérüléseket gyógyít. 1966-tól a falu orvosa, dr. Klapka János a Széles Lajos szerével kezelt gyógyultak gyógyulási folyamatát regisztrálta. 
Szerét több egészségügyi intézménynek is felajánlotta, de nem álltak vele szóba. Sokan sarlatánnak/kuruzslónak titulálták. Nem adta fel a reményt, tovább próbálkozott és gyógyított. 
Ügyében fordulatot Szegvári Katalin televíziós újságíró riporter riportja hozott. 1978 májusában Vitray Tamás „Csak ülök és mesélek” című televíziós műsorában az egész ország felfigyelt a zöld üveges gyógyító borbély-ra. 
A szer továbbra is jól működött, mert Lajos bácsi népszerűsége töretlen maradt, de a szereket továbbra sem sikerült törzskönyveztetni.
A nyilvánosság hatalma 1978-ban meghozta a hatását: az INTERAG - dr. Hermann Imre közbenjárásával - megvásárolta a receptúrát. A Humán Oltóanyagtermelő és Kutatóintézet-ben megkezdődött, először az Irix, majd a Naksol gyártása.
25 évnyi küzdelem után: 1988-ban Magyarországon is törzskönyvezték a Naksolt.

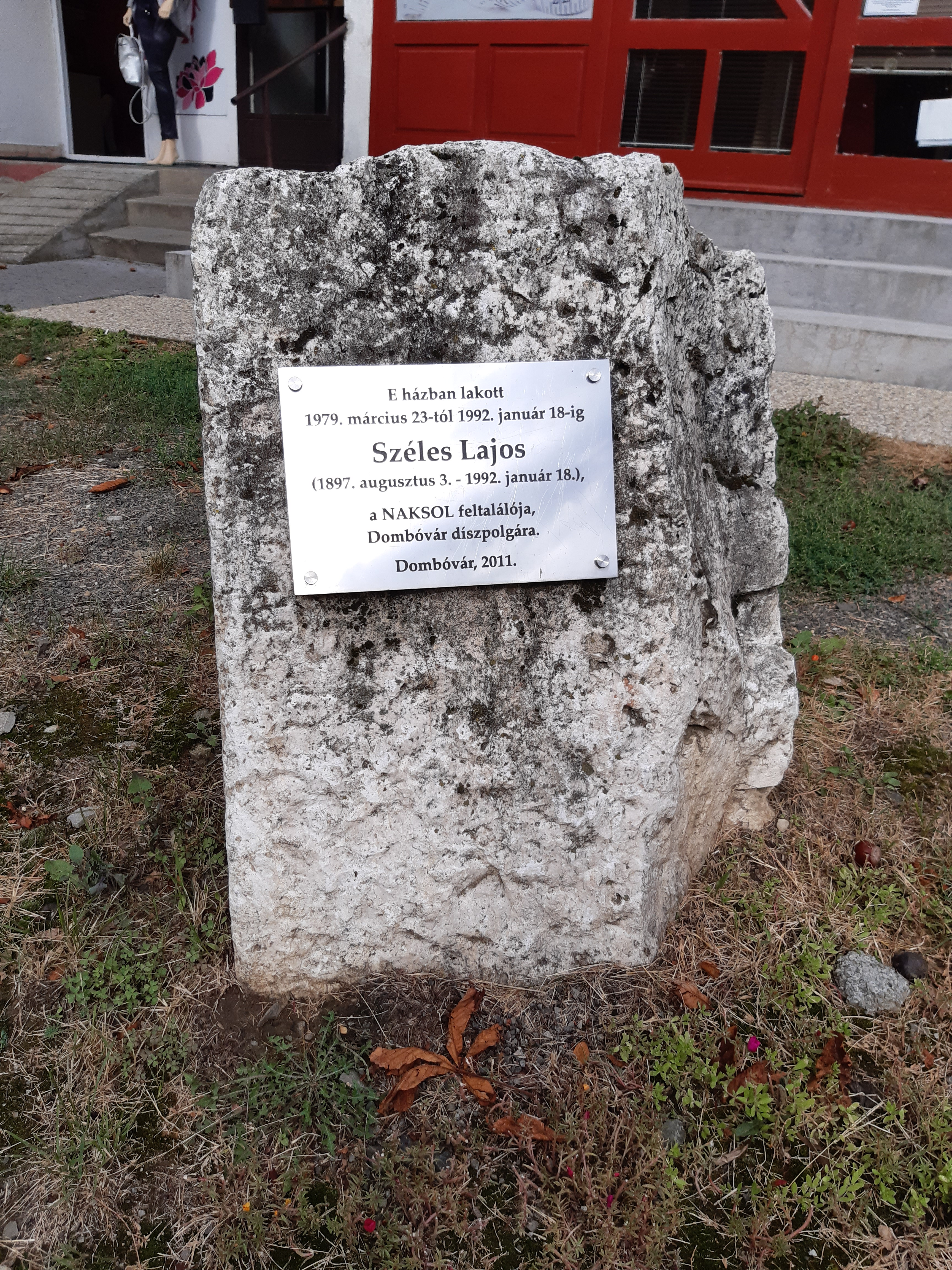
Emlékköve Dombóváron

## Tagsága
Uruguayi Borbélyok Szakszervezete, elnök - 1930?

## Díjak, elismerések
Mecénás-díj - 1988
Dombóvár város díszpolgára - 1991

### Emlékkiállítás
Emlékkiállítás a "Gyógyító borbély" tiszteletére - 2012

## Emlékezete
- Kerámia portré a Dombóvári Pantheonban - Ivanich-üzletház árkádjának falán Dombóváron - 2012[7]
- Emlékkő Dombóváron az Ady utcában - 2011
- Emléktábla szülőfalujában Nakon - 2010